# 1556 год в науке
В 1556 году произошли различные научные и технологические события, некоторые из которых представлены ниже.

## Публикации
- Георгий Агрикола: посмертно издан трактат о добыче и обработке металлов «De re metallica», в котором, опережая своё время, обсуждает также многочисленные экологические проблемы[1].
- Мартин де Аспилькуэта Наварро: «Comentario Resolutorio de Cambios», с приложением теории денежных расчётов.
- Джон Кайус: «Account of the Sweating Sickness in England».
- Гийом Ронделе, ректор Университета Монпелье:
  - «Libri de piscibus marinis in quibus verae piscium effigies expressae sunt», классический труд о морских животных, включая беспозвоночных[2];
  - «Methodus de materia medicinali et compositione medicamentorum Palavii».
- Ронделе, Гийом : Methodus de materia medicinali et compositione medicamentorum Palavii, 1556 ;
- Ян Стаде: «Ephemerides novae et exactae Joannis Stadii, ab anno 1554 ad annum 1570», с приложением: «Epistola de Gemma Frisius et le Hermetis Trismegisti Iatromathematicum», перевод Яна Стаде.
- Никколо Тарталья: «Il general trattato di numeri et misure», 1556—1560.
- Оронций Финеус (посмертно):
  - «De rebus mathematicis, hactenus desideratis, libri IIII. Quibus inter caetera, circuli quadratura centum modis, & suprà, per eundem Orontium recenter excogitatis, demonstratur».
  - «De re & praxi geometrica, Libri tres, figuris & demonstrationbus illustrati. Vbi de Quadrato geometrico, & virgis feu baculis mensoriis, necnon aliis, cum mathematicis, tum mechanicis Lutetiae»,

## Родились
См. также: Категория:Родившиеся в 1556 году
- 21 февраля — Зет Кальвизий, немецкий музыкант и астроном (ум. в 1615 году).
- 24 августа — София Браге, датский астроном, ботаник, врач и историк, сестра Тихо Браге (ум. в 1643 году).
- Карло Мадернa, итальянский архитектор (ум. в 1629 году).

## Скончались
См. также: Категория:Умершие в 1556 году
- 10 ноября — Ричард Ченслор, английский исследователь Арктики (род. около 1521 года).